# Xylopteryx nigriverga
Xylopteryx nigriverga är en fjärilsart som beskrevs av Louis Beethoven Prout. Xylopteryx nigriverga ingår i släktet Xylopteryx och familjen mätare. Inga underarter finns listade i Catalogue of Life.